# Železniční trať Nymburk – Mladá Boleslav
Železniční trať Nymburk – Mladá Boleslav (v jízdním řádu pro cestující označená číslem 062) je jednokolejná trať o délce 30 km, která je součástí celostátní dráhy.

## Historie
List povolení Františka Josefa Prvního ze dne 8. září 1868 daný ku stavbě a užívání železnice lokomotivní nazvané „Rakouské železnice severozápadní“ kteráž půjde z Vídně na Znojmo, Jihlavu, Německý Brod, Čáslav, Kolín do Mladé Boleslavi. Koncesionáři zavazují se, že počnou stavěti v šesti měsících a dokonají stavbu i zavedou veřejnou jízdu po ní ve čtyřech létech.
Dráhu vlastnila a provozovala společnost Rakouská severozápadní dráha od října 1870 až do svého zestátnění 1. 1. 1908.
Od období JŘ 2007/2008 byl změněn název stanice Vlkava na Čachovice.
Při zkapacitnění trati v roce 2016 byla vybudována nová zastávka Luštěnice s lepším přístupem z obce, umístěná v boleslavském záhlaví dosavadní stanice; ta zůstala bez osobní dopravy a obdržela název Luštěnice-Újezd. Dále byla vybudována výhybna Bezděčín, která se nachází za podjezdem dálnice D10 ve směru od Mladé Boleslavi hl. n., prodlouženy staniční koleje stanice Čachovice a v roce 2019 byla aktivována výhybna Straky v místě někdejší zastávky.

### Nehoda
28. července 1969 se na železničním přejezdu v Bezděčíně srazil osobní vlak s autobusem a zahynulo přitom 23 lidí.

## Provoz na trati
V roce 1900 byly podle tehdejšího jízdního řádu v provozu tyto stanice:
Nymburk, Straka, Vlkava, Luštěnice, Dobrovice, Mladá Boleslav
| období jízdního řádu                      | číslo tratě a celkový rozsah tratě                                | počet vlaků (v části tratě)   |
| ----------------------------------------- | ----------------------------------------------------------------- | ----------------------------- |
| 1900                                      | 52 Nymburk – Mladá Boleslav                                       | 1 R + 5 Os                    |
| 1921 léto                                 | 142a Nymburk – Mladá Boleslav                                     | 1 R + 6 Os                    |
| 1928/29 zima                              | 117 Nymburk – Mladá Boleslav – Bakov n. Jizerou – Ebersbach       | 9 Os Nymburk – Mladá Boleslav |
| 1937/38 zima                              | 112a Nymburk – Mladá Boleslav                                     | 10 Os                         |
| 1942                                      | 505k Nymburk – Mladá Boleslav                                     | 1 R + 7 Os                    |
| 1945/46                                   | 7 Nymburk – Mladá Boleslav – Bakov n. Jizerou – Rumburk – Sebnice | 9 Os Nymburk – Mladá Boleslav |
| 1959/60                                   | 8 Nymburk – Rumburk                                               | 9 Os Nymburk – Mladá Boleslav |
| 1988/89                                   | 080 Nymburk – Rumburk                                             | 8 Os Nymburk – Mladá Boleslav |
| 2002/03                                   | 071 Nymburk – Mladá Boleslav                                      | 5 R + 8 Os                    |
| 2012/13                                   | 071 Nymburk – Mladá Boleslav                                      | 5 R + 10 Os                   |
| Vysvětlivky R – rychlík, Os – osobní vlak |                                                                   |                               |

## Navazující tratě

### Nymburk hlavní nádraží
- Trať 060 Poříčany – Nymburk město – Nymburk hl. n.
- Trať 231 Kolín – Velký Osek – Nymburk hl. n. – Lysá nad Labem – Čelákovice – Praha-Vysočany

### Veleliby
- Trať 061 Nymburk město – Veleliby – Odbočka Obora – Odbočka Kamensko – Jičín

### Mladá Boleslav hlavní nádraží
- Trať 064 Mladá Boleslav hl. n. – Dolní Bousov – Libuň – Stará Paka
- Trať 070 Praha hl. n. – Praha-Vysočany – Neratovice – Všetaty – Mladá Boleslav hl. n. – Bakov nad Jizerou – Odbočka Zálučí – Turnov
- Trať 076 Mělník – Mladá Boleslav hl. n.

## Stanice a zastávky

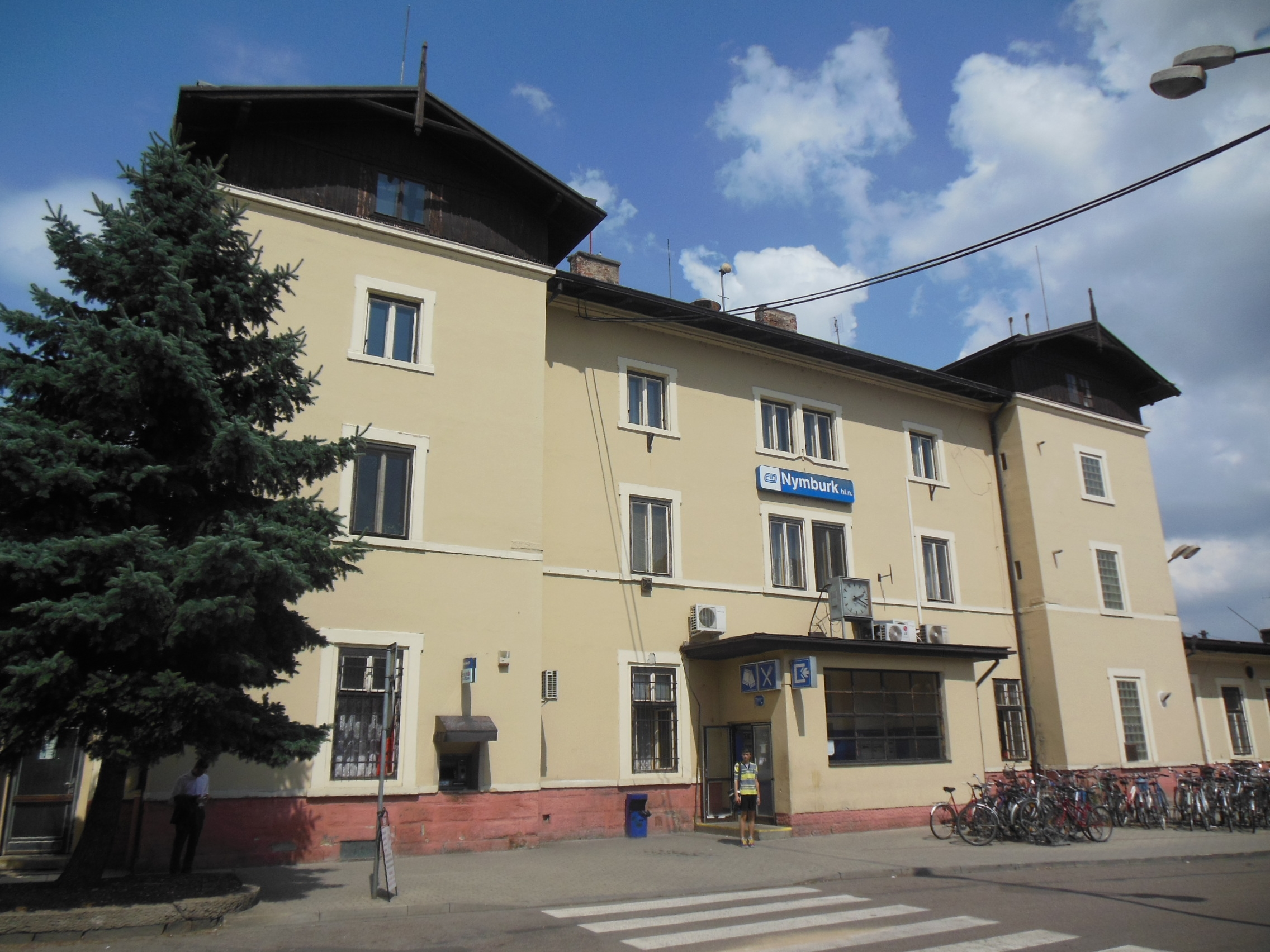
Nymburk hlavní nádraží
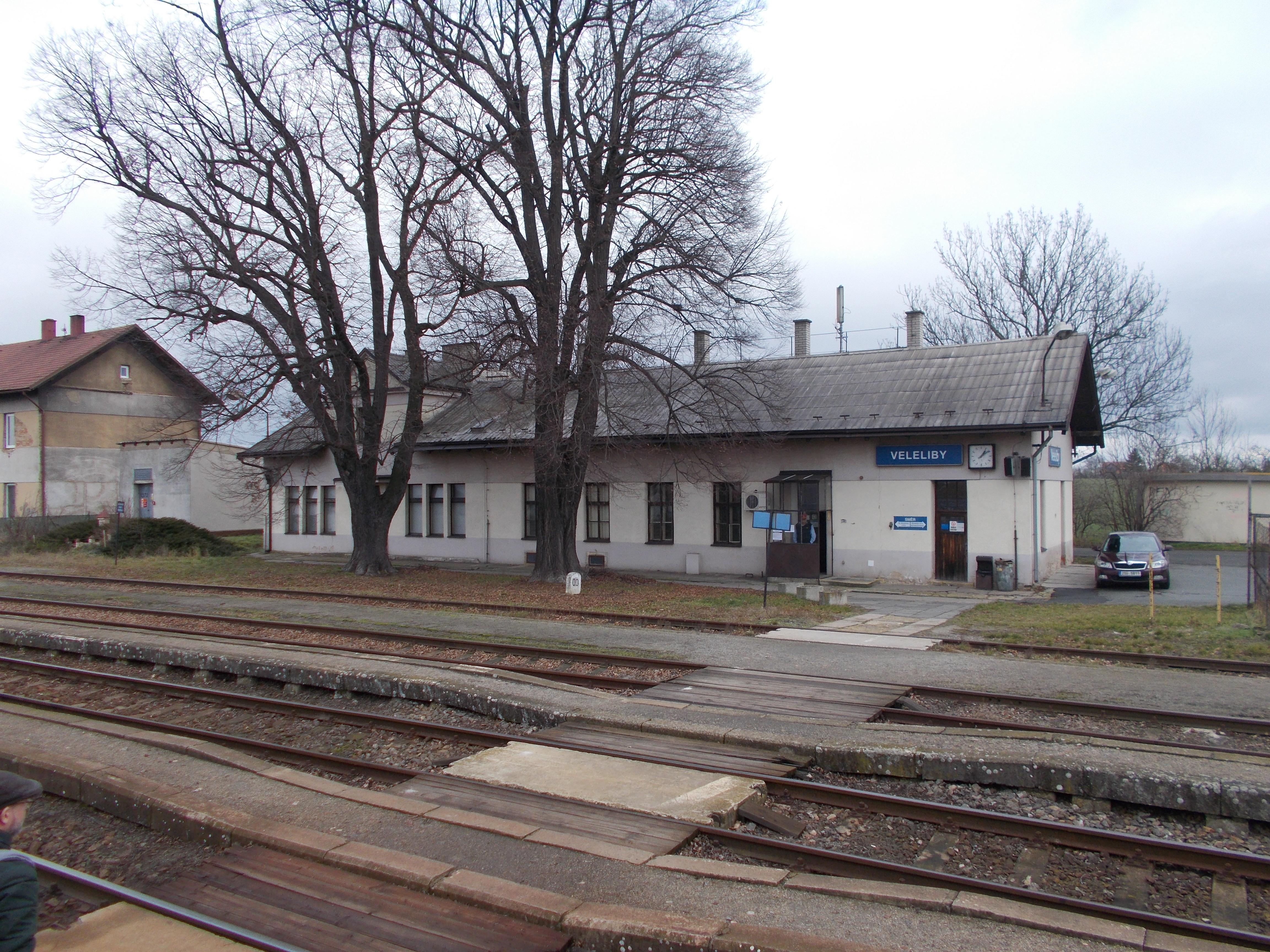
Veleliby
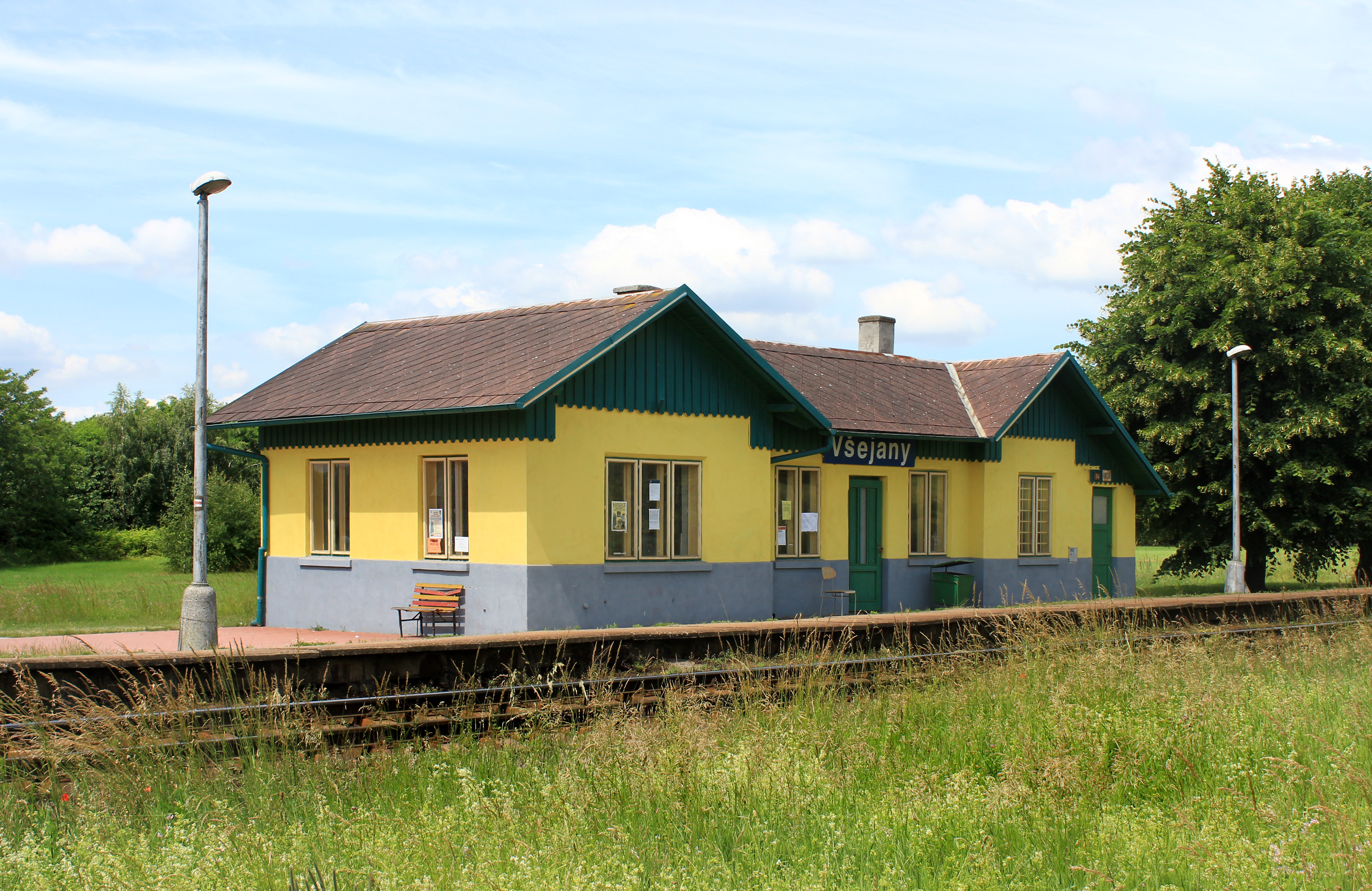
Všejany
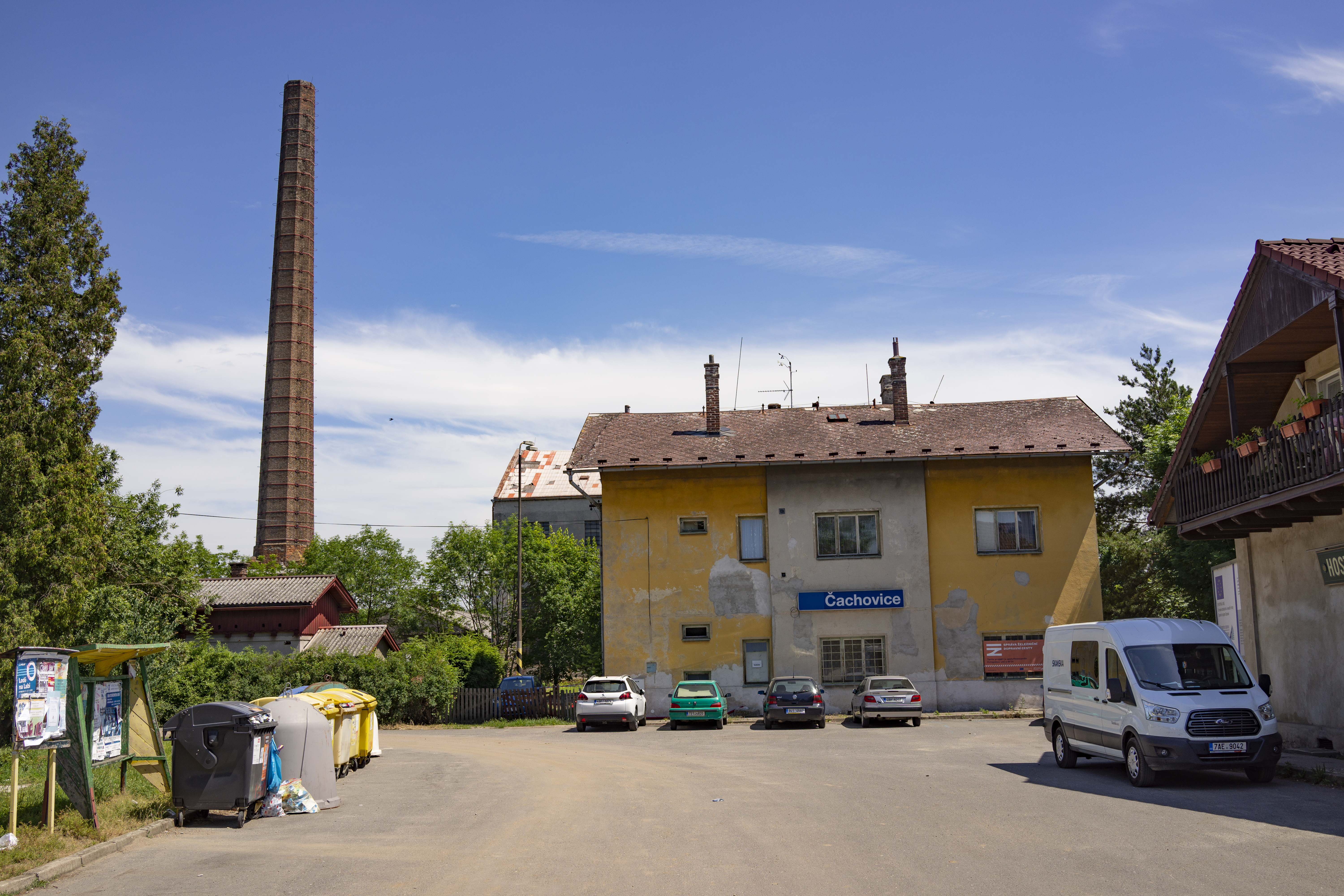
Čachovice
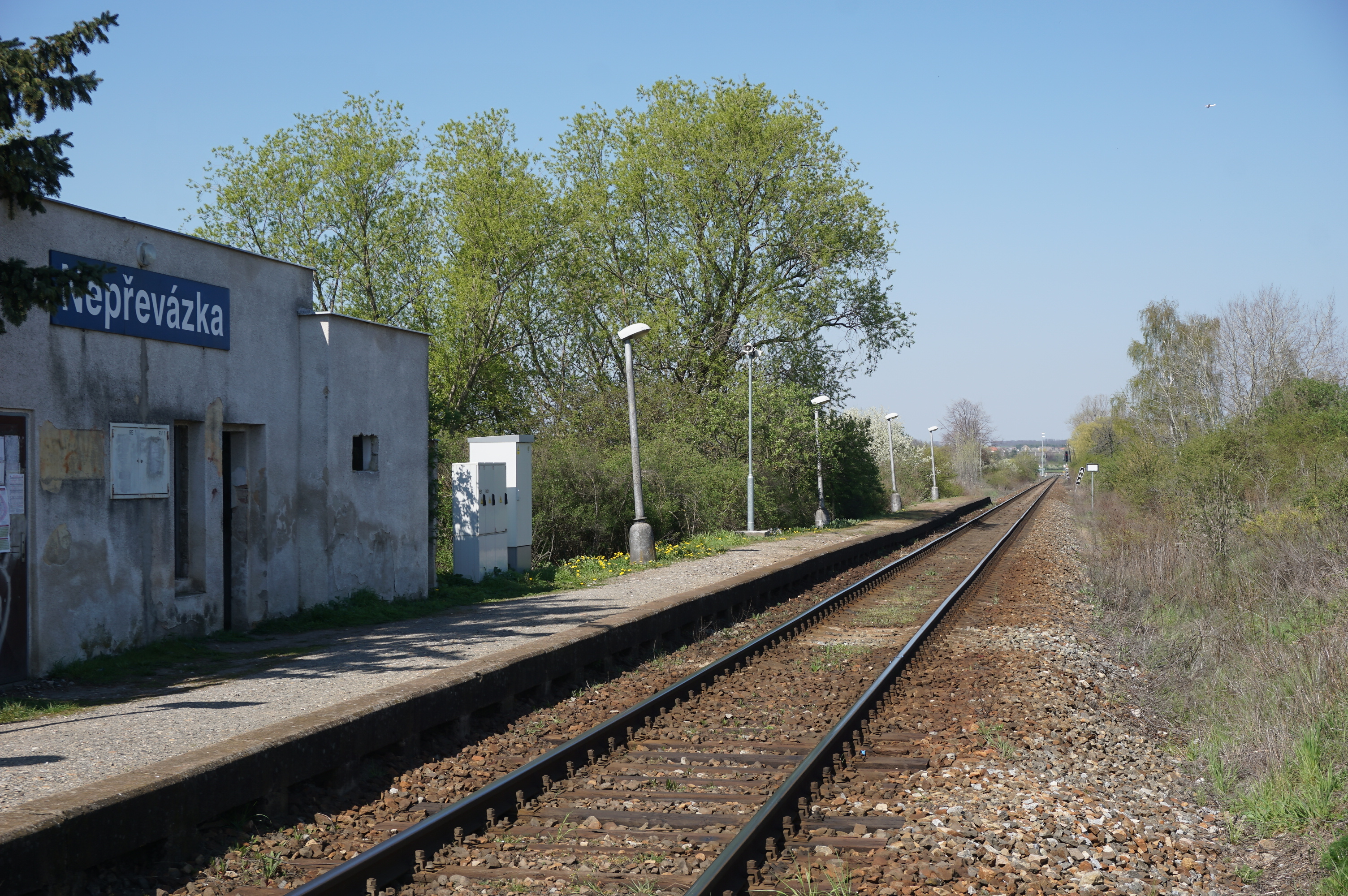
Nepřevázka
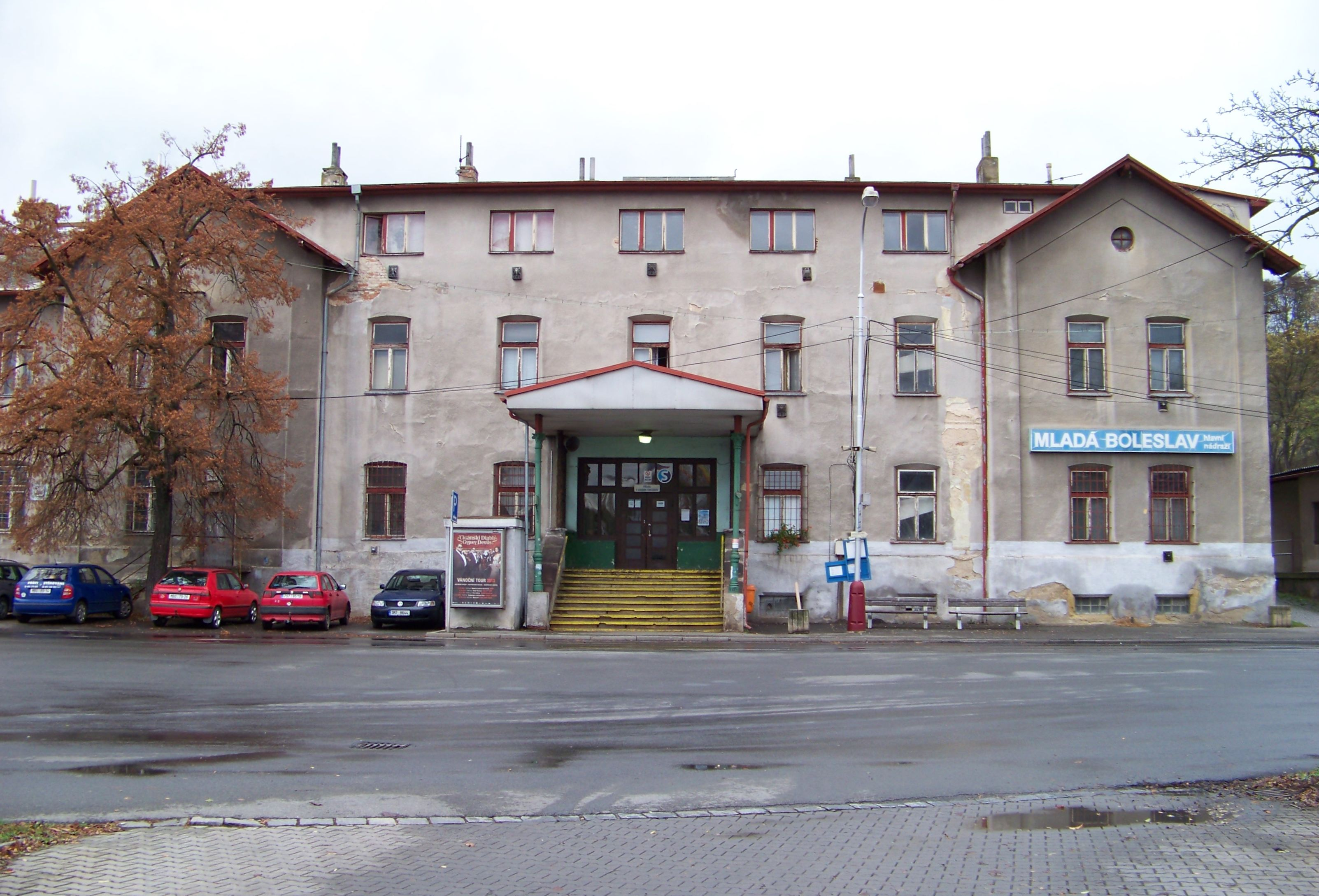
Mladá Boleslav hlavní nádraží